# Johann Baptist Homann
Johann Baptist Homann (Kammlach, 20. ožujka 1663. − Nürnberg, 1. srpnja 1724.), njemački zemljopisac, kartograf i izdavač koji je djelovao u Nürnbergu početkom 18. stoljeća.
Rođen je u Oberkammlachu, malenom naselju pokraj Kammlacha u Bavarskoj. Iako je pohađao isusovačku školu, konvertirao je na protestantizam. Godine 1715. imenovan je kraljevskim zemljopiscem Svetog Rimskog Carstva odnosno članom Pruske akademije znanosti. Izradio i izdao oko 600 zemljovida i atlasa među kojima se nalaze i brojni prikazi Hrvatske. Na jednom od njih prikazuje se i nova granica s Osmanskim Carstvom definirana Požarevačkim mirom iz 1718. godine.

## Opus
- Tabula Generalis Marchionatus Moraviae (1701.)
- Bavariae Circulus Et Electorat (1702.)
- Landgraviat. Thuringiae Tabula Generlis (1702.)
- Nova territorii Erfordiensis (1702.)
- Atlas novus terrarum orbis imperia, regna et status exactis tabulis geographicè demonstrans (1707.)
- Ducatus Bremae et Ferdae nova tabula (1707.)
- Totius Americae Septentrionalis et Meridionalis (1707.)
- Regnorum Hungariæ, Dalmatiæ, Croatiæ, Sclavoniæ, Bosniæ, Serviæ et principatus Transylvaniæ novissima exhibitio (1710.)
- S.R.I. Principatus Fuldensis In Buchonia (1712.)
- S.R.I. Principatus et Episcopatus Eistettensis (1715.)
- Großen Atlas über die ganze Welt (1716.)
- Topographische Vorstellung der neuen Russischen Haupt-Residenz und See-Stadt St. Petersburg (1718.)
- Atlas methodicus (1719.)
- Charte von Globo (1719.)
- Charte von Europa (1719.)
- Charte von Portugall und Spanien (1719.)
- Charte von der Schweitz (1719.)
- Charte von Teutschland (1719.)
- Amplissimæ regionis Mississipi, seu Provinciæ Ludovicianæ (1720.)
- Danubii Cum Adiacentibus Regnis nec non totius Græciæ et Archipelagi (1720.)

## Poveznice
- Povijest kartografije